# Désordres (série télévisée)
Pour les articles homonymes, voir Désordre.
Désordres est une série télévisée française créée, écrite et réalisée par Florence Foresti, diffusée à partir du 3 octobre 2022 sur Canal+.

## Synopsis
Située dans l'intimité de Florence Foresti en 2017, entre la conception de son spectacle et ses moments de solitude en tant que mère en garde alternée. Elle fait face à des défis émotionnels et artistiques tout en luttant contre l'anxiété. Dans cette série, où la frontière entre réalité et parodie s'amenuise, la routine se mêle aux préoccupations les plus profondes.

## Distribution

### Acteurs principaux
- Florence Foresti : Florence
- Béatrice Facquer : Béatrice
- Laetitia Vercken : Manue
- Anouk Feral : Julia
- Clément Bresson : Pascal

### Acteurs secondaires
- Lucy Ordenacion : Lucy
- Christophe Canard : le voisin
- Luc Antoni : la mort
- Renan Pacheco : le vendeur de chaussures
- Yousra Mohsen : Alizée
- Thibaut Tran : le prof de Yoga
- Stéphane Debac : Valentin, le papa à la danse
- Nina Lenoir : Toni
- Meriem Serbah : la femme taxi

### Invités
- Audrey Lamy : elle-même
- Baptiste Lecaplain : lui-même